# UFC 29
UFC 29: Defense of the Belts fue un evento de artes marciales mixtas celebrado por Ultimate Fighting Championship el 16 de diciembre de 2000 en el Differ Ariake Arena, en Tokio, Japón.

## Resultados

### Tarjeta preliminar
- Peso wélter: Chris Lytle vs. Ben Earwood

Earwood derrotó a Lytle vía decisión unánime.
- Peso semipesado: Chuck Liddell vs. Jeff Monson

Liddell derrotó a Monson vía decisión unánime.
- Peso wélter: Dennis Hallman vs. Matt Hughes

Hallman derrotó a Hughes vía sumisión (armbar) en el 0:20 de la 1ª ronda.

### Tarjeta principal
- Peso medio: Evan Tanner vs. Lance Gibson

Tanner derrotó a Gibson vía TKO (golpes) en el 4:58 de la 1ª ronda.
- Peso ligero: Fabiano Iha vs. Daiju Takase

Iha derrotó a Takase vía TKO (golpes) en el 2:25 de la 1ª ronda.
- Peso medio: Matt Lindland vs. Yoji Anjo

Lindland derrotó a Anjo vía TKO (golpes) en el 2:57 de la 1ª ronda.
- Campeonato de Peso Wélter: Pat Miletich (c) vs. Kenichi Yamamoto

Miletich derrotó a Yamamoto vía sumisión (guillotine choke) en el 1:57 de la 2ª ronda.
- Campeonato de Peso Semipesado: Tito Ortiz (c) vs. Yuki Kondo

Ortiz derrotó a Kondo vía sumisión (cobra choke) en el 1:51 de la 1ª ronda.